# Sistema eletrônico de fotocomposição multilíngue
Sistema eletrônico de fotocomposição multilíngüe (em inglês: Multilanguage Electronic Phototypesetting System - MEPS) é um software criado pela Sociedade Torre de Vigia de Bíblias e Tratados, das Testemunhas de Jeová, em 1979. Serve para traduzir simultaneamente textos de um idioma para vários simultaneamente, mais e mais idiomas e cada ano vão sendo adicionados.

## História do MEPS
Em 1979 um grupo de voluntários Testemunhas de Jeová na Watchtower Farms, em Wallkill, Nova Iorque, começou a projetar e construir o Sistema Eletrônico de Fotocomposição Multilíngue, o (MEPS). Em maio de 1986, a equipe que trabalhava nesse projeto não só havia projetado a construção dos computadores, fotocompositores e terminais gráficos do MEPS, mas, mais importante, tinha também desenvolvido o software (programa) necessário para o processamento de matéria para publicação em centenas de idiomas, que atualmente tem capacidade de auxiliar a traduzir matérias em mais de 900 idiomas, utilizando 31 alfabetos e conjunto de caracteres. Hoje mais de 3300 voluntários trabalham em seus departamentos de tradução em todo o mundo.
Conjugada ao desenvolvimento do software havia uma grande operação de digitalização de fontes. Isso exigiu estudo intensivo das características distintivas de cada língua. Foi preciso arte-final para cada caractere num idioma (por exemplo, cada maiúscula e cada minúscula, bem como sinais diacríticos e a pontuação — tudo numa variedade de tamanhos), com desenhos separados para cada tipo (como tipo claro, itálico, negrito e extranegrito), talvez em várias fontes distintivas, ou estilos de tipo. Cada fonte romana precisava de 202 caracteres. Assim, as 369 fontes romanas requereram ao todo 74.538 caracteres. A preparação das fontes chinesas exigiram o desenho de 8.364 caracteres para cada fonte, com mais caracteres a serem acrescentados depois.
Depois de feita a arte-final, projetou-se o software que tornaria possível imprimir os caracteres de forma limpa e nítida. O software tinha de poder lidar, não só com o alfabeto romano, mas também com os alfabetos bengali, cambojano, cirílico, coreano, grego e hindi, bem como com o árabe e o hebraico (ambos lidos da direita para a esquerda) e com as línguas japonesa e chinesa (que não usam alfabeto). Em 1992, o software estava disponível para processar matéria em mais de 200 idiomas, e ainda se desenvolviam programas para outras línguas faladas por milhões de pessoas.

## Resultados do MEPS
Desde que o projeto MEPS foi implantado em 1979, a indústria da informática tem feito extraordinários avanços. Poderosos computadores pessoais com grande versatilidade estão agora disponíveis por uma fração do custo do equipamento anterior. Para manter-se em dia com as necessidades do trabalho de editoração, a Sociedade Torre de Vigia decidiu usar esses computadores pessoais, junto com o seu próprio software. Isso acelerou muito o processo de produção. Tornou possível também estender os benefícios dos programas de editoração a mais filiais da Sociedade, e o número de filiais que os usava aumentou rapidamente para 83. Em 1992 a Sociedade Torre de Vigia tinha, em todo o mundo, mais de 3.800 terminais em que usava seus próprios programas de computador. Nem todas as filiais que estão assim equipadas imprimem, mas qualquer filial que tenha um pequeno computador e o software da Sociedade, junto com uma pequena impressora a laser, tem a capacidade de realizar trabalhos de pré-impressão para tratados, revistas, livros e qualquer outra impressão que precise ser feita.